# モーニング娘。さくら組
モーニング娘。さくら組（モーニングむすめ さくらぐみ）は、2003年9月から2004年3月にかけてモーニング娘。を2ユニットに分割して活動を行ったうちの1つである。もう一方のグループとしてモーニング娘。おとめ組がある。

## メンバー
活動期間終了時のメンバー
- 矢口真里（2代目リーダー）
- 吉澤ひとみ
- 加護亜依
- 高橋愛
- 紺野あさ美
- 新垣里沙
- 亀井絵里

卒業メンバー
- 安倍なつみ（初代リーダー）

## 活動状況
結成当初、「モーニング娘。の大人数編成（当時15名）では大きな会場にのみ公演が限定されるが、分割してコンパクトにすることで全国の小さな会場（地方のホール等）での公演も可能にする」という構想があったが、主催者や各地域プロモーター等の事情により、会場の大小の差こそあったが、公演地域は結成以前とほぼ変わらなかった。2009年4月初めまで、オフィシャルサイトのアーティスト一覧に掲載されていた。
活動期間中の2004年1月25日、初代リーダーの安倍なつみがモーニング娘。を卒業したことにより、矢口真里が2代目リーダーとなった。
2007年1月27日・28日、『Hello! Project 2007 Winter 〜集結! 10th Anniversary〜』の横浜アリーナ公演で、当時ハロー!プロジェクトを卒業していた紺野あさ美（2007年6月に復帰）および謹慎中だった加護亜依（2007年3月に契約解除）を除く安倍なつみ、矢口真里、吉澤ひとみ、高橋愛、新垣里沙、亀井絵里の6名により、2日間限定で復活し、「晴れ 雨 のち スキ ♡」が「さくら満開」の衣装で披露された。
2009年1月31日・2月1日、『Hello! Project 2009 Winter 決定! ハロ☆プロ アワード'09 〜エルダークラブ卒業記念スペシャル〜』で、安倍なつみ、矢口真里、吉澤ひとみ、紺野あさ美、高橋愛、新垣里沙、亀井絵里の7名（当時ハロー!プロジェクトに在籍した歴代全メンバー）により「晴れ 雨 のち スキ ♡」が披露された。
2009年4月、ハロー!プロジェクトの公式サイトのリニューアルに伴い、アーティスト一覧から「モーニング娘。さくら組」のプロフィールへのリンクが削除された（プロフィール自体は存続）。
2009年4月中旬、ハロー!プロジェクトの公式サイトからプロフィールおよび詳細が削除された。
2009年秋中旬、『モーニング娘。コンサートツアー2009秋 〜ナインスマイル〜』で、高橋愛、新垣里沙、亀井絵里、光井愛佳、リンリンの5名により「さくら満開」が披露された。

## 作品

### シングル
| 枚  | 発売日        | タイトル            | 規格品番 | オリコン 最高位 |
| --- | ------------- | ------------------- | -------- | --------------- |
| 1st | 2003年9月18日 | 晴れ 雨 のち スキ ♡ |          | 2位             |
| 2nd | 2004年2月25日 | さくら満開          |          | 2位             |

### 映像商品

#### シングルV
| 枚  | 発売日         | タイトル                                            | 規格品番 | オリコン 最高位 |
| --- | -------------- | --------------------------------------------------- | -------- | --------------- |
| 1st | 2003年10月16日 | シングルV・晴れ 雨 のち スキ ♡                      |          |                 |
| 2nd | 2004年3月24日  | シングルV・さくら満開/友情〜心のブスにはならねぇ!〜 |          |                 |

#### コンサートDVD
| 枚  | 発売日       | タイトル                                                | 規格品番 | オリコン 最高位 |
| --- | ------------ | ------------------------------------------------------- | -------- | --------------- |
| 1st | 2004年6月9日 | 2003〜2004年 モーニング娘。さくら組初公演〜さくら咲く〜 |          |                 |

## 公演
- モーニング娘。さくら組初公演 〜さくら咲く〜（2003年11月24日 - 2004年3月21日、14都市30公演）